# هالة إسبنيولي
هالة إسبنيولي (بالعبرية: האלה אספניולי‏) (ولدت في 1951 وتوفيت في 25 نيسان 2022) في مدينة الناصرة، هي أكاديمية وباحثة فلسطينية في مجال التربية في المجتمع العربي في إسرائيل. نائبة عميد كلية دار المعلمين في حيفا.

## سيرتها الذاتية
ترعرعت في مدينة الناصرة. وهي شقيقة الباحثة والناشطة نبيلة إسبنيولي.
شغلت إسبنيولي منصب رئيسة لجنة متابعة قضايا التعليم ومستشارة للتربية في وزارة التربية والتعليم الإسرائيلية. حصلت على بكالوريوس في اللغة العربية وعلم الاجتماع من جامعة حيفا وبعد ذلك حصلت على الماجستير في الاستشارة التربوية والنفسية من جامعة حيفا أيضا وعلى الدكتوراه في الاستشارة التربوية لاحقًا من جامعة بار إيلان.
بعد حصولها على الدكتوراه، عملت كمحاضرة في الكلية العربية للتربية (دار المعلمين) في حيفا وتسلمت عدة مناصب من بينها نائبة عميد الكلية.
لها عدة مؤلفات في مجالي التربية وعلم النفس من بينها كتاب «خفايا الأمثال» حيث تحلل فيه إسبنيولي الأمثال العربية من منظور نفسي اجتماعي وتاريخي. خصصت القسط الأكبر من أبحاثها لدراسة الفجوات التربوية بين الأنظمة التعليمية المجتمع العربي واليهودي.
أسست المجلس التربوي العربي الذي يهتم بالقضايا التربوية كما وأنشأت مشروع التربية للهوية. كانت أحد مؤسسي مؤسسات مركز الطفولة في الناصرة، وهي أيضا أحد مؤسسي مركز دراسات - المركز العربي للحقوق والسياسات، شغلت في السابق عضو إدارة في مؤسسات عديدة وتعمل في مجال محاربة التمييز والعنصرية وحقوق المواطنين الفلسطينيين من بين هذه المؤسسات: مركز عدالة ومركز مساواة وغيرها.